# Stefan Ristovski
Stefan Ristovski (en macédonien : Стефан Ристовски), né le 12 février 1992 à Skopje, en Macédoine, est un footballeur international macédonien qui évolue au poste d'arrière droit au FK Sarajevo.

## Biographie

### Carrière en club
Avec le club du HNK Rijeka, il dispute son premier match de Coupe d'Europe lors du deuxième tour de qualification de la Ligue Europa le 23 juillet 2015 à Aberdeen lors du match retour (2-2). Défait 0-3 à l'aller, son club est éliminé de la compétition.
Le 2 février 2021, ne jouant plus au Sporting Portugal, il quitte le club lisboète et s'engage jusqu'en 2024 avec le Dinamo Zagreb.

### Carrière internationale
Stefan Ristovski compte 40 sélections avec l'équipe de Macédoine du Nord depuis 2011. 
Il est convoqué pour la première fois en équipe de Macédoine par le sélectionneur national Boban Babunski, pour un match amical contre l'Azerbaïdjan le 10 août 2011. Le match se solde par une victoire 1-0 des Macédoniens.

## Palmarès

### En club
- HNK Rijeka
  - Champion de Croatie en 2017
  - Vainqueur de la Coupe de Croatie en 2017 (en)
  - Vainqueur de l'Atlantic Cup (en) en 2017 (en)

- Sporting Portugal
  - Vainqueur de la Coupe du Portugal en 2019
  - Vainqueur de la Coupe de la Ligue portugaise en 2018 et 2019

- Dinamo Zagreb
  - Champion de Croatie en 2021 et 2022.
  - Vainqueur de la Coupe de Croatie en 2021

### Distinctions personnelles
- Vainqueur du Football Oscar (en) en 2016 et 2017